# Mlajtinci
Mlajtinci (madžarsko Kismálnás, prekmursko nekoč Mladetinci, Mledetinci, ali Mladinci) so naselje v Občini Moravske Toplice.